# Primera B 1991 (Colombia)
La  Temporada 1991 de la Primera B, conocida como Copa Concasa 1991 por motivos comerciales, fue la primera en la historia de la segunda división del fútbol profesional colombiano.

## Sistema del torneo
Los 10 equipos participantes jugaron en tres fases: primero en dos pentagonales regionales, luego en una fase de todos contra todos y finalmente el cuadrangular final. El campeón lograría el ascenso a la Primera A en su temporada 1992.

### Equipos participantes
| Equipo                | Ciudad/Municipio | Estadio                | Aforo  |
| --------------------- | ---------------- | ---------------------- | ------ |
| Academia Bogotana     | Bogotá           | El Campincito          | 1.500  |
| Alianza Llanos        | Villavicencio    | Manuel Calle Lombana   | 15.000 |
| Atlético Buenaventura | Buenaventura     | Marino Klinger         | 3.500  |
| Atlético Huila        | Neiva            | Guillermo Plazas Alcid | 25.000 |
| Cortuluá              | Tuluá            | Doce de Octubre        | 16.000 |
| Deportes Dinastía     | Riosucio         | El Vergel              | 6.000  |
| Deportivo Armenia     | Armenia          | San José               | 12.000 |
| Deportivo Rionegro    | Rionegro         | Alberto Grisales       | 14.000 |
| El Cóndor             | Bogotá           | El Campincito          | 1.500  |
| Envigado F. C.        | Envigado         | Polideportivo Sur      | 14.000 |

### Localización
| Bogotá, D. C.   | 2 | Academia Bogotana y Club Deportivo El Cóndor | Huila Envigado Rionegro Armenia Academia El Cóndor A. Llanos Buenaventura Cortuluá Dinastía |
| Antioquia       | 2 | Deportivo Rionegro y Envigado Fútbol Club    | Huila Envigado Rionegro Armenia Academia El Cóndor A. Llanos Buenaventura Cortuluá Dinastía |
| Valle del Cauca | 2 | Cortuluá y Atlético Buenaventura             | Huila Envigado Rionegro Armenia Academia El Cóndor A. Llanos Buenaventura Cortuluá Dinastía |
| Huila           | 1 | Atlético Huila                               | Huila Envigado Rionegro Armenia Academia El Cóndor A. Llanos Buenaventura Cortuluá Dinastía |
| Meta            | 1 | Club Atlético Alianza Llanos                 | Huila Envigado Rionegro Armenia Academia El Cóndor A. Llanos Buenaventura Cortuluá Dinastía |
| Caldas          | 1 | Deportes Dinastía de Riosucio                | Huila Envigado Rionegro Armenia Academia El Cóndor A. Llanos Buenaventura Cortuluá Dinastía |
| Quindío         | 1 | Club Deportivo Armenia                       | Huila Envigado Rionegro Armenia Academia El Cóndor A. Llanos Buenaventura Cortuluá Dinastía |

## Torneo Apertura
En la primera etapa se disputarán dos pentagonales con partidos de ida y vuelta entre el 21 de abril y el 23 de junio.

#### Grupo A
| Pos. | Equipo                | Pts. | PJ | G | E | P | GF | GC | Dif. |
| ---- | --------------------- | ---- | -- | - | - | - | -- | -- | ---- |
| 1    | Atlético Huila        | 10   | 8  | 4 | 2 | 2 | 5  | 3  | +2   |
| 2    | Deportes Dinastía     | 8    | 8  | 3 | 2 | 3 | 6  | 0  | +6   |
| 3    | Atlético Buenaventura | 8    | 8  | 2 | 4 | 2 | 8  | 4  | +4   |
| 4    | Deportivo Armenia     | 7    | 8  | 3 | 1 | 4 | 9  | 9  | 0    |
| 5    | Cortuluá              | 7    | 8  | 3 | 1 | 4 | 6  | 10 | −4   |

 Fuente: Dimayor
Resultados
| Fecha 1        | Fecha 1   | Fecha 1   |
| Local          | Resultado | Visitante |
| -------------- | --------- | --------- |
| Buenaventura   | 1 - 2     | Tuluá     |
| Dinastía       | 0 - 1     | Huila     |
| Libre: Armenia |           |           |

| Fecha 2      | Fecha 2   | Fecha 2      |
| Local        | Resultado | Visitante    |
| ------------ | --------- | ------------ |
| Tuluá        | 0 - 2     | Dinastía     |
| Armenia      | 2 - 1     | Buenaventura |
| Libre: Huila |           |              |

| Fecha 3             | Fecha 3   | Fecha 3   |
| Local               | Resultado | Visitante |
| ------------------- | --------- | --------- |
| Dinastía            | 1 - 1     | Armenia   |
| Huila               | 1 - 0     | Tuluá     |
| Libre: Buenaventura |           |           |

| Fecha 4      | Fecha 4   | Fecha 4   |
| Local        | Resultado | Visitante |
| ------------ | --------- | --------- |
| Armenia      | 0 - 1     | Huila     |
| Buenaventura | 1 - 0     | Dinastía  |
| Libre: Tuluá |           |           |

| Fecha 5         | Fecha 5   | Fecha 5      |
| Local           | Resultado | Visitante    |
| --------------- | --------- | ------------ |
| Huila           | 0 - 0     | Buenaventura |
| Tuluá           | 1 - 0     | Armenia      |
| Libre: Dinastía |           |              |

| Fecha 6        | Fecha 6   | Fecha 6      |
| Local          | Resultado | Visitante    |
| -------------- | --------- | ------------ |
| Tuluá          | 1 - 1     | Buenaventura |
| Huila          | 0 - 1     | Dinastía     |
| Libre: Armenia |           |              |

| Fecha 7      | Fecha 7   | Fecha 7   |
| Local        | Resultado | Visitante |
| ------------ | --------- | --------- |
| Dinastía     | 2 - 1     | Tuluá     |
| Buenaventura | 3 - 0     | Armenia   |
| Libre: Huila |           |           |

| Fecha 8             | Fecha 8   | Fecha 8   |
| Local               | Resultado | Visitante |
| ------------------- | --------- | --------- |
| Armenia             | 2 - 0     | Dinastía  |
| Tuluá               | 1 - 0     | Huila     |
| Libre: Buenaventura |           |           |

| Fecha 9      | Fecha 9   | Fecha 9      |
| Local        | Resultado | Visitante    |
| ------------ | --------- | ------------ |
| Huila        | 2 - 1     | Armenia      |
| Dinastía     | 0 - 0     | Buenaventura |
| Libre: Tuluá |           |              |

| Fecha 10        | Fecha 10  | Fecha 10  |
| Local           | Resultado | Visitante |
| --------------- | --------- | --------- |
| Buenaventura    | 0 - 0     | Huila     |
| Armenia         | 3 - 0     | Tuluá     |
| Libre: Dinastía |           |           |

#### Grupo B
| Pos. | Equipo             | Pts. | PJ | G | E | P | GF | GC | Dif. |
| ---- | ------------------ | ---- | -- | - | - | - | -- | -- | ---- |
| 1    | Envigado F. C.     | 10   | 8  | 3 | 4 | 1 | 8  | 8  | 0    |
| 2    | El Cóndor          | 10   | 8  | 2 | 6 | 0 | 6  | 3  | +3   |
| 3    | Alianza Llanos     | 9    | 8  | 3 | 3 | 2 | 10 | 4  | +6   |
| 4    | Deportivo Rionegro | 7    | 8  | 2 | 3 | 3 | 4  | 9  | −5   |
| 5    | Academia Bogotana  | 4    | 8  | 1 | 2 | 5 | 5  | 9  | −4   |

 Fuente: Dimayor
Resultados
| Fecha 1                 | Fecha 1   | Fecha 1   |
| Local                   | Resultado | Visitante |
| ----------------------- | --------- | --------- |
| Rionegro                | 0 - 1     | Envigado  |
| Cóndor                  | 1 - 1     | Alianza   |
| Libre:Academia Bogotana |           |           |

| Fecha 2           | Fecha 2   | Fecha 2   |
| Local             | Resultado | Visitante |
| ----------------- | --------- | --------- |
| Envigado          | 1 - 1     | Cóndor    |
| Academia Bogotana | 1 - 2     | Rionegro  |
| Libre:Alianza     |           |           |

| Fecha 3        | Fecha 3   | Fecha 3           |
| Local          | Resultado | Visitante         |
| -------------- | --------- | ----------------- |
| Cóndor         | 1 - 0     | Academia Bogotana |
| Alianza        | 0 - 1     | Envigado          |
| Libre:Rionegro |           |                   |

| Fecha 4           | Fecha 4   | Fecha 4   |
| Local             | Resultado | Visitante |
| ----------------- | --------- | --------- |
| Academia Bogotana | 1 - 0     | Alianza   |
| Rionegro          | 0 - 2     | Cóndor    |
| Libre:Envigado    |           |           |

| Fecha 5      | Fecha 5   | Fecha 5           |
| Local        | Resultado | Visitante         |
| ------------ | --------- | ----------------- |
| Alianza      | 4 - 0     | Rionegro          |
| Envigado     | 1 - 1     | Academia Bogotana |
| Libre:Cóndor |           |                   |

| Fecha 6                 | Fecha 6   | Fecha 6   |
| Local                   | Resultado | Visitante |
| ----------------------- | --------- | --------- |
| Rionegro                | 1 - 1     | Envigado  |
| Alianza                 | 0 - 0     | Cóndor    |
| Libre:Academia Bogotana |           |           |

| Fecha 7       | Fecha 7   | Fecha 7           |
| Local         | Resultado | Visitante         |
| ------------- | --------- | ----------------- |
| Cóndor        | 1 - 1     | Envigado          |
| Rionegro      | 1 - 0     | Academia Bogotana |
| Libre:Alianza |           |                   |

| Fecha 8           | Fecha 8   | Fecha 8   |
| Local             | Resultado | Visitante |
| ----------------- | --------- | --------- |
| Academia Bogotana | 0 - 0     | Cóndor    |
| Envigado          | 0 - 3     | Alianza   |
| Libre:Rionegro    |           |           |

| Fecha 9        | Fecha 9   | Fecha 9           |
| Local          | Resultado | Visitante         |
| -------------- | --------- | ----------------- |
| Alianza        | 2 - 1     | Academia Bogotana |
| Cóndor         | 0 - 0     | Rionegro          |
| Libre:Envigado |           |                   |

| Fecha 10          | Fecha 10  | Fecha 10  |
| Local             | Resultado | Visitante |
| ----------------- | --------- | --------- |
| Rionegro          | 0 - 0     | Alianza   |
| Academia Bogotana | 1 - 2     | Envigado  |
| Libre:Cóndor      |           |           |

## Torneo Finalización
En cada fecha habrá un clásico regional intergrupos.

#### Grupo A
| Pos. | Equipo             | Pts. | PJ | G | E | P | GF | GC | Dif. |
| ---- | ------------------ | ---- | -- | - | - | - | -- | -- | ---- |
| 1    | El Cóndor          | 15   | 10 | 6 | 3 | 1 | 13 | 3  | +10  |
| 2    | Atlético Huila     | 13   | 10 | 5 | 3 | 2 | 14 | 5  | +9   |
| 3    | Deportivo Rionegro | 10   | 10 | 3 | 4 | 3 | 4  | 7  | −3   |
| 4    | Cortuluá           | 5    | 10 | 0 | 5 | 5 | 3  | 10 | −7   |
| 5    | Deportivo Armenia  | 5    | 10 | 0 | 5 | 5 | 1  | 13 | −12  |

 Fuente: Dimayor
Resultados
| Fecha 1      | Fecha 1   | Fecha 1   |
| Local        | Resultado | Visitante |
| ------------ | --------- | --------- |
| Huila        | 1 - 0     | Cóndor    |
| Rionegro     | 0 - 0     | Armenia   |
| Intergrupos  |           |           |
| Buenaventura | 0 - 0     | Tuluá     |

| Fecha 2     | Fecha 2   | Fecha 2   |
| Local       | Resultado | Visitante |
| ----------- | --------- | --------- |
| Armenia     | 1 - 1     | Huila     |
| Tuluá       | 0 - 0     | Rionegro  |
| Intergrupos |           |           |
| Cóndor      | 0 - 0     | Academia  |

| Fecha 3     | Fecha 3   | Fecha 3   |
| Local       | Resultado | Visitante |
| ----------- | --------- | --------- |
| El Cóndor   | 4 - 0     | Armenia   |
| Huila       | 3 - 0     | Tuluá     |
| Intergrupos |           |           |
| Envigado    | 0 - 0     | Rionegro  |

| Fecha 4     | Fecha 4   | Fecha 4   |
| Local       | Resultado | Visitante |
| ----------- | --------- | --------- |
| Tuluá       | 2 - 2     | Cóndor    |
| Rionegro    | 1 - 1     | Huila     |
| Intergrupos |           |           |
| Dinastía    | 1 - 0     | Armenia   |

| Fecha 5     | Fecha 5   | Fecha 5   |
| Local       | Resultado | Visitante |
| ----------- | --------- | --------- |
| Cóndor      | 1 - 0     | Rionegro  |
| Armenia     | 0 - 0     | Tuluá     |
| Intergrupos |           |           |
| Huila       | 0 - 2     | Alianza   |

| Fecha 6     | Fecha 6   | Fecha 6      |
| Local       | Resultado | Visitante    |
| ----------- | --------- | ------------ |
| Cóndor      | 0 - 0     | Huila        |
| Armenia     | 0 - 0     | Rionegro     |
| Intergrupos |           |              |
| Tuluá       | 1 - 2     | Buenaventura |

| Fecha 7     | Fecha 7   | Fecha 7   |
| Local       | Resultado | Visitante |
| ----------- | --------- | --------- |
| Rionegro    | 1 - 0     | Tuluá     |
| Huila       | 4 - 0     | Armenia   |
| Intergrupos |           |           |
| Academia    | 0 - 1     | Cóndor    |

| Fecha 8     | Fecha 8   | Fecha 8   |
| Local       | Resultado | Visitante |
| ----------- | --------- | --------- |
| Armenia     | 0 - 1     | Cóndor    |
| Tuluá       | 0 - 1     | Huila     |
| Intergrupos |           |           |
| Envigado    | 0 - 1     | Rionegro  |

| Fecha 9     | Fecha 9   | Fecha 9   |
| Local       | Resultado | Visitante |
| ----------- | --------- | --------- |
| Huila       | 3 - 0     | Rionegro  |
| Cóndor      | 1 - 0     | Tuluá     |
| Intergrupos |           |           |
| Armenia     | 0 - 2     | Dinastía  |

| Fecha 10    | Fecha 10  | Fecha 10  |
| Local       | Resultado | Visitante |
| ----------- | --------- | --------- |
| Tuluá       | 0 - 0     | Armenia   |
| Rionegro    | 0 - 3     | El Cóndor |
| Intergrupos |           |           |
| Alianza     | 0 - 0     | Huila     |

#### Grupo B
| Pos. | Equipo                | Pts. | PJ | G | E | P | GF | GC | Dif. |
| ---- | --------------------- | ---- | -- | - | - | - | -- | -- | ---- |
| 1    | Alianza Llanos        | 13   | 10 | 5 | 3 | 2 | 9  | 4  | +5   |
| 2    | Deportes Dinastía     | 12   | 10 | 4 | 4 | 2 | 6  | 4  | +2   |
| 3    | Envigado F. C.        | 11   | 10 | 4 | 3 | 3 | 8  | 6  | +2   |
| 4    | Academia Bogotana     | 8    | 10 | 3 | 2 | 5 | 7  | 9  | −2   |
| 5    | Atlético Buenaventura | 8    | 10 | 2 | 4 | 4 | 5  | 8  | −3   |

 Fuente: Dimayor
Resultados
| Fecha 1           | Fecha 1   | Fecha 1   |
| Local             | Resultado | Visitante |
| ----------------- | --------- | --------- |
| Academia Bogotana | 2 - 1     | Alianza   |
| Dinastía          | 1 - 0     | Envigado  |
| Intergrupos       |           |           |
| Buenaventura      | 0 - 0     | Tuluá     |

| Fecha 2     | Fecha 2   | Fecha 2           |
| Local       | Resultado | Visitante         |
| ----------- | --------- | ----------------- |
| Envigado    | 1 - 1     | Buenaventura      |
| Alianza     | 2 - 0     | Dinastía          |
| Intergrupos |           |                   |
| El Cóndor   | 0 - 0     | Academia Bogotana |

| Fecha 3      | Fecha 3   | Fecha 3           |
| Local        | Resultado | Visitante         |
| ------------ | --------- | ----------------- |
| Buenaventura | 0 - 0     | Alianza           |
| Dinastía     | 0 - 0     | Academia Bogotana |
| Intergrupos  |           |                   |
| Envigado     | 0 - 0     | Rionegro          |

| Fecha 4           | Fecha 4   | Fecha 4      |
| Local             | Resultado | Visitante    |
| ----------------- | --------- | ------------ |
| Academia Bogotana | 2 - 1     | Buenaventura |
| Alianza           | 1 - 0     | Envigado     |
| Intergrupos       |           |              |
| Dinastía          | 1 - 0     | Armenia      |

| Fecha 5      | Fecha 5   | Fecha 5           |
| Local        | Resultado | Visitante         |
| ------------ | --------- | ----------------- |
| Buenaventura | 0 - 0     | Dinastía          |
| Envigado     | 1 - 0     | Academia Bogotana |
| Intergrupos  |           |                   |
| Huila        | 0 - 2     | Alianza           |

| Fecha 6     | Fecha 6   | Fecha 6           |
| Local       | Resultado | Visitante         |
| ----------- | --------- | ----------------- |
| Envigado    | 0 - 0     | Dinastía          |
| Alianza     | 1 - 0     | Academia Bogotana |
| Intergrupos |           |                   |
| Tuluá       | 1 - 2     | Buenaventura      |

| Fecha 7           | Fecha 7   | Fecha 7   |
| Local             | Resultado | Visitante |
| ----------------- | --------- | --------- |
| Buenaventura      | 0 - 2     | Envigado  |
| Dinastía          | 0- 0      | Alianza   |
| Intergrupos       |           |           |
| Academia Bogotana | 0 - 1     | Cóndor    |

| Fecha 8           | Fecha 8   | Fecha 8      |
| Local             | Resultado | Visitante    |
| ----------------- | --------- | ------------ |
| Alianza           | 1 - 0     | Buenaventura |
| Academia Bogotana | 1 - 2     | Dinastía     |
| Intergrupos       |           |              |
| Envigado          | 0 - 1     | Rionegro     |

| Fecha 9      | Fecha 9   | Fecha 9           |
| Local        | Resultado | Visitante         |
| ------------ | --------- | ----------------- |
| Buenaventura | 0 - 1     | Academia Bogotana |
| Envigado     | 2 - 1     | Alianza           |
| Intergrupos  |           |                   |
| Armenia      | 0 - 2     | Dinastía          |

| Fecha 10          | Fecha 10  | Fecha 10     |
| Local             | Resultado | Visitante    |
| ----------------- | --------- | ------------ |
| Dinastía          | 0 - 1     | Buenaventura |
| Academia Bogotana | 1 - 2     | Envigado     |
| Intergrupos       |           |              |
| Alianza           | 0 - 0     | Huila        |

## Reclasificación
| Pos. | Equipo                | Pts. | PJ | G | E | P  | GF | GC | Dif. | Clasificación a    |
| ---- | --------------------- | ---- | -- | - | - | -- | -- | -- | ---- | ------------------ |
| 1    | El Cóndor             | 25   | 18 | 8 | 9 | 1  | 23 | 9  | +14  | Cuadrangular Final |
| 2    | Atlético Huila        | 23   | 18 | 9 | 5 | 4  | 19 | 0  | +19  | Cuadrangular Final |
| 3    | Alianza Llanos        | 22   | 18 | 8 | 6 | 4  | 19 | 10 | +9   | Cuadrangular Final |
| 4    | Envigado F. C.        | 21   | 18 | 7 | 7 | 4  | 16 | 14 | +2   | Cuadrangular Final |
| 5    | Deportes Dinastía     | 20   | 18 | 7 | 6 | 5  | 11 | 10 | +1   |                    |
| 6    | Deportivo Rionegro    | 17   | 18 | 5 | 7 | 6  | 12 | 16 | −4   |                    |
| 7    | Atlético Buenaventura | 16   | 18 | 4 | 8 | 6  | 14 | 14 | 0    |                    |
| 8    | Academia Bogotana     | 12   | 18 | 4 | 4 | 10 | 12 | 18 | −6   |                    |
| 9    | Deportivo Armenia     | 12   | 18 | 3 | 6 | 9  | 12 | 23 | −11  |                    |
| 10   | Cortuluá              | 12   | 18 | 3 | 6 | 9  | 9  | 20 | −11  |                    |

 Fuente: Dimayor

## Cuadrangular final
| Pos. | Equipo         | Pts. | PJ | G | E | P | GF | GC | Dif. | Clasificación a                |
| ---- | -------------- | ---- | -- | - | - | - | -- | -- | ---- | ------------------------------ |
| 1    | Envigado F. C. | 9    | 6  | 4 | 1 | 1 | 5  | 2  | +3   | Campeón y Ascenso a Primera A. |
| 2    | Alianza Llanos | 6    | 6  | 2 | 2 | 2 | 4  | 3  | +1   |                                |
| 3    | Atlético Huila | 5    | 6  | 2 | 1 | 3 | 2  | 3  | −1   |                                |
| 4    | El Cóndor      | 4    | 6  | 1 | 2 | 3 | 3  | 6  | −3   |                                |

 Fuente: Dimayor

### Resultados
| Fecha 1      | Fecha 1   | Fecha 1          |
| Equipo local | Resultado | Equipo visitante |
| ------------ | --------- | ---------------- |
| El Cóndor    | 0 - 0     | Alianza Llanos   |
| Envigado     | 1 - 0     | Huila            |

| Fecha 2        | Fecha 2   | Fecha 2          |
| Equipo local   | Resultado | Equipo visitante |
| -------------- | --------- | ---------------- |
| Huila          | 1 - 0     | El Cóndor        |
| Alianza Llanos | 0 - 1     | Envigado         |

| Fecha 3        | Fecha 3   | Fecha 3          |
| Equipo local   | Resultado | Equipo visitante |
| -------------- | --------- | ---------------- |
| El Cóndor      | 0 - 1     | Envigado         |
| Alianza Llanos | 0 - 0     | Huila            |

| Fecha 4      | Fecha 4   | Fecha 4          |
| Equipo local | Resultado | Equipo visitante |
| ------------ | --------- | ---------------- |
| Envigado     | 1 - 1     | El Cóndor        |
| Huila        | 0 - 1     | Alianza Llanos   |

| Fecha 5      | Fecha 5   | Fecha 5          |
| Equipo local | Resultado | Equipo visitante |
| ------------ | --------- | ---------------- |
| El Cóndor    | 1 - 0     | Huila            |
| Envigado     | 1 - 0     | Alianza Llanos   |

| Fecha 6        | Fecha 6   | Fecha 6          |
| Equipo local   | Resultado | Equipo visitante |
| -------------- | --------- | ---------------- |
| Alianza Llanos | 3 - 1     | El Cóndor        |
| Huila          | 1 - 0     | Envigado         |

|                                    |
| Bandera de Colombia                |
| Campeón Envigado F. C. 1.er título |

## Goleadores
| Jugador           | Equipos        | Goles |
| ----------------- | -------------- | ----- |
| Mayid Arias       | Alianza Llanos | 8     |
| Manuel Arquímedes | El Cóndor      | 7     |
| Jorge Iván Hoyos  | Envigado F. C. | 7     |
| Álvaro Abaúnza    | El Cóndor      | 6     |